# Saint-Gédéon-de-Beauce
| Saint-Gédéon-de-Beauce            |                            |
| Coordenadas: 45º 51' N, 70º 38' O |                            |
| Província                         | Quebec                     |
| Região administrativa             | Chaudière-Appalaches       |
| Incorporado em                    | 12 de Fevereiro de 2003    |
| Prefeito                          | Éric Lachance              |
| Código postal                     | 29013                      |
|                                   |                            |
| Área                              |                            |
| - Cidade                          | 193,45 km², 77,4 mi²       |
| Fuso horário                      | UTC -5                     |
| População (2006)                  |                            |
| - Cidade                          | 2.424                      |
| - Densidade                       | 12,5 hab/km², 31,3 hab/mi² |

Saint-Gédéon-de-Beauce é um município canadense do Conselho Municipal Regional de Beauce-Sartigan em Quebec, localizado na região administrativa de Chaudière-Appalaches, ele está localizado na margem leste(direita) do Rio Chaudière. É denominado em honra do juiz bíblico Gideão.

## Economia
Existe uma grande fábrica de vigas de aço do Canam Group, com uma capacidade de anual de produção de 115 000 toneladas.

## História
Em 1950, a aldeia é separada da freguesia. Os dois foram reunidas novamente em 12 de Fevereiro de 2003 .

## Personalidades ligadas ao Município
- Onde nasceu o escritor Jacques Poulin.